# Эйдельман, Натан Яковлевич
Ната́н Я́ковлевич Эйдельма́н (18 апреля 1930, Москва — 29 ноября 1989, там же) — советский историк и писатель, пушкинист, специалист по творчеству А. И. Герцена, автор ряда книг о декабристах (С. И. Муравьёве-Апостоле, М. С. Лунине, И. И. Пущине, В. Ф. Раевском) и русском историке Н. М. Карамзине. Кандидат исторических наук.

## Биография
Родился в семье Якова Наумовича и Марии Натановны Эйдельман. Окончил исторический факультет МГУ в 1952 году, ученик П. А. Зайончковского и М. В. Нечкиной; однокурсник Л. М. Брагиной, А. Д. Горского, И. В. Григорьевой, Г. Г. Дилигенского, И. Д. Ковальченко, В. И. Корецкого, Ю. С. Кукушкина, Н. Н. Покровского, А. А. Сванидзе, К. Г. Холодковского, Я. Н. Щапова и других известных историков.[значимость факта?]
После окончания университета (1952) Натан Эйдельман шесть лет работал преподавателем истории в вечерней школе в подмосковном городе Ликино-Дулёво, а с 1954 года — в Москве. С 1959 года в должности экскурсовода, а затем научного сотрудника работал в Московском областном краеведческом музее в Истре.
После 1956 года имел косвенное отношение к университетскому кружку свободомыслящих историков, в котором состояли некоторые его однокурсники, занимавшиеся критикой сталинизма с марксистских позиций («группа Краснопевцева»). Арест членов этого кружка вынудил Эйдельмана прекратить преподавание истории в школе, хотя он сам не подвергался аресту, но был исключён из ВЛКСМ. В дальнейшем «не был знаком с диссидентами и не являлся их сторонником, хотя восхищался личным мужеством этих людей».
Начал печататься в 1960 году. В 1965 году защитил кандидатскую диссертацию «Корреспонденты Вольной печати Герцена и Огарёва в период назревания первой революционной ситуации в России» (оппоненты М. В. Нечкина и Ю. Г. Оксман), впоследствии переработанную в книгу «Тайные корреспонденты „Полярной звезды“».
Н. Я. Эйдельман был членом Союза писателей СССР с 1971 года, автором более 20 книг и около 300 статей.
Похоронен в Москве, на Кунцевском кладбище (10 уч.).
На протяжении ряда лет в редакции журнала «Знание — сила» проводились «Эйдельмановские чтения».

## Научная и творческая деятельность
Один из ярких представителей советских гуманитариев, внёс немалый вклад в развитие русской культуры второй половины XX века.
Основной областью его научных интересов была история русской культуры и общественное движение России в XVIII—XIX веках. Главным направлением исследований Эйдельмана было движение декабристов. Его работам был свойственен особо внимательный подход к нравственной трактовке рассматриваемых событий. Мысли героев его книг, посвятивших себя борьбе за свободу в России, оказывались, благодаря Эйдельману, неожиданно актуальными в условиях советской действительности, что, наряду с хорошим литературным языком его произведений, способствовало росту популярности его книг и публицистики среди критически настроенной части советской интеллигенции.
Немалую часть своих работ он посвятил проблемам русско-кавказских культурных связей, роли Кавказа и его народов в жизни и культуре России. В то же время, по мнению ряда источников, еврейская тема практически никогда не привлекала внимание Эйдельмана.
Однако в острой переписке, впоследствии опубликованной в журнале «Даугава», он, полемизируя с писателем Виктором Астафьевым, затрагивал тему межнациональных отношений, в том числе и русско-еврейских, но при этом, по мнению авторов Электронной еврейской энциклопедии, в своих аргументах «придерживается определённых антиеврейских предрассудков».
Рассуждая об Эйдельмане, литературовед М. О. Чудакова писала:

Для него интересы отечественной культуры были реальностью, сопоставимой с насущными сугубо личными заботами текущего дня, частью собственной жизни… он жил в окружении мыслей умнейших людей разных эпох, любил их приводить в книгах и разговорах… он был похож на эти мысли, они были ему впору.

Декан истфака СПбГУ Андрей Юрьевич Дворниченко вспоминал (2008), что «начало перестройки было ознаменовано рядом общих работ, из которых запомнился труд Н. Я. Эйдельмана с предисловием Н. Н. Покровского (прим.: речь о: Эйдельман Н. Революция сверху в России. М., 1989). В книге и предисловии обозначилась волновавшая тогда, как и сейчас, проблема взаимоотношений народа и власти в России. По мысли Н. Я. Эйдельмана, положение народа было подобно бурному, могучему потоку, крепко замкнутому и направляемому каменными берегами, плотинами и шлюзами государства...»

## Труды

### Книги на русском
- 1963 — Герценовский «Колокол». — М.: Учпедиздат. — 104 с., тир. 18 000 экз.
- 1965 — Путешествие в страну летописей. — М.: Детская литература. — 159 с. — 50 000 экз. (Под псевдонимом Н. Я. Натанов)
- 1966 — Тайные корреспонденты «Полярной звезды». — М.: Мысль. — 309 с.
- 1967 — Ищу предка. — М.: Молодая гвардия. — 254 с.; 2-е изд, 1970. — 240 с. (в серии «Эврика»)
- 1970 — Лунин. — М. : Молодая гвардия, 1970. — 352 с. — (ЖЗЛ; Вып. 484). — 65 000 экз.
- 1973 — Герцен против самодержавия. Из потаённой истории России XVIII—XIX веков. — М.: Мысль; 2-е изд. испр. 1984.
- 1975 — Апостол Сергей: Повесть о Сергее Муравьёве-Апостоле. — М.: Политиздат. — 391 с., ил. («Пламенные революционеры), 200 000 экз.; — 2-е изд. — 1980. — 365 с. — 300 000 экз.; то же — 1988. — 300 000 экз.
- 1975 — Вьеварум. — М.: Детская литератур». — 191 с. —100 000 экз.
- 1979 — Пушкин и декабристы: Из истории взаимоотношений. — М.: Художественная литература. — 422 с.
- 1979 — «Прекрасен наш союз…»
- 1980 — Твой девятнадцатый век. — М.: Детская литература. — 272 с.
- 1982 — Прекрасен наш союз. — М.: Молодая гвардия. — 240 с.
- 1982 — Большой Жанно: Повесть об Иване Пущине. — М.: Политиздат («Пламенные революционеры») — 366 с. — 300 000 экз.
- 1982 — Что там, за морем-океаном?: Рассказ о русском учёном Степане Петровиче Крашенинникове, открывателе Камчатки. — М.: Малыш, 1982 — 28 с., цв. ил. — (Страницы истории нашей Родины ).
- 1982 — Грань веков: Политическая борьба в России: Конец XVIII — начало XIX столетия. — М.: Мысль, 1982 — 368 с. — 100 000 экз.; 2-е изд.,1986; 3-е изд. 1992.
- 1983 — Александр Радищев. Рассказ о жизни-подвиге русского революционного мыслителя.  — М.: Малыш. — 32 с. 2-е изд. — М.: Малыш, 1989. — Серия «Страницы истории нашей Родины».
- 1983 — Последний летописец. — М.: Книга. — 176 с.
- 1984 — Пушкин: История и современность в художественном сознании поэта. — М.: Советский писатель. — 368 с.
- 1984 — Заговор против царя (Портрет декабристов). — М.: Прогресс. — 288 с.
- 1984 — Что там, за морем-океаном? — 2-е изд. — М.: Малыш.
- 1985 — Братья Бестужевы. — М.: Малыш. — 40 с. — (Страницы истории нашей Родины).
- 1986 — Твой восемнадцатый век / Предисловие Н. Н. Покровского. — М.: Детская литература. — 286 с.
- 1987 — Обречённый отряд: Повести.— М.: Советский писатель. — 512 с. — 200 000 экз.
- 1987 — Пушкин: Из биографии и творчества. 1826—1837. — М.: Художественная литература. — 463 с.
- 1987 — Александр Радищев. — 2-е изд. — М.: Малыш. — 32 с.
- 1989 — «Революция сверху» в России. — М.: Книга. — 176 с. — 100 000 экз. — ISBN 5-212-00320-2.
- 1989 — Мгновенье славы настаёт…: Год 1789-й. — Л.: Лениздат. — 300 с.
- 1989 — Русский 1789-й. — М.: Прогресс. — 335 с.
- 1990 — Быть может за хребтом Кавказа: (русская литературная и общественная мысль первой половины XIX в. Кавказ, контекст) / Отв. ред и автор предисл. М. С. Лазарев. — М.: Наука, Глав. ред. вост. лит., 1990 — 318 с.  — 100 000 экз.
- 1990 — Первый декабрист: Повесть о необыкновенной жизни и посмертной судьбе Владимира Раевского. — М.: Политиздат. — 399 с.
- 1990 — Декабристы
- 1990 — Оттуда. — М.: Правда — 47 с. — (Б-ка «Огонёк»; № 23)
- 1999 — Свободное слово Герцена. —  М.: УРСС. — 526 с.
- 2003 — Свободное слово Герцена. — М.: УРСС: Эдиториал УРСС, 2003. — 527 c
- 2021 — Сказать всё: избранные статьи по русской истории, культуре и литературе XVIII-XX веков — М.: НЛО. — 400 с. — ISBN 978-5-4448-1566-3.

### Статьи
- Павел Иванович Бахметев (Одна из загадок русского революционного движения) // Революционная ситуация в России в 1859—1861 гг. — М.: Наука, 1965. — Т. IV — С. 387—398. — О человеке, подарившем в Лондоне А. И. Герцену крупную сумму на пропаганду и отправившемся, по его словам, на Маркизские острова, чтобы основать там колонию с новым социальным устройством (1857).

### Киносценарии
- 1982 — «Нас венчали не в церкви» (вместе с Александром Свободиным).
- 1987 — «Асса» (экранизированы фрагменты книги «Грань веков», которую читает главный герой фильма Андрей Крымов в исполнении Станислава Говорухина. Кроме того, Эйдельман сам читает отрывки из своей книги).

## Семья
Первая жена — историк Элеонора Александровна Павлюченко (род. 1929). Дочь — Тамара Эйдельман (род. 1959), преподаватель истории, заслуженный учитель России, отличник народного просвещения. Зять — писатель Пётр Алешковский.
Вторая жена — переводчик Юлия Моисеевна Мадора (род. 1930) — фактически с 1972, официально с 1985.